# Ultra-Trail World Tour 2015
Navigation
2014 2016
L'Ultra-Trail World Tour 2015 est la deuxième édition de l'Ultra-Trail World Tour, compétition internationale d'ultra-trail fondée en 2013 et qui regroupe en un circuit mondial onze courses déjà existantes. Il se déroule du 17 janvier au 25 octobre 2015, la première épreuve étant Hong Kong 100, disputé à Hong Kong, et la dernière, le Grand Raid, disputé à La Réunion.

## Programme
L'Eiger Ultra Trail est ajouté au programme de l'Ultra-Trail World Tour cette saison.
L'Ultra-Trail Mt.Fuji (UTMF) a lieu désormais en septembre au lieu d'avril.
| Nom de la course             | Pays                   | Dates                   | Gagnant            | Gagnante             |
| ---------------------------- | ---------------------- | ----------------------- | ------------------ | -------------------- |
| Hong Kong 100                | Hong Kong              | 17 et 18 janvier 2015   | Long-Fei Yan       | Pui-Yan Chow         |
| Tarawera Ultramarathon       | Nouvelle-Zélande       | 5 au 8 février 2015     | Dylan Bowman       | Ruby Muir            |
| Transgrancanaria             | Espagne                | 6 au 8 mars 2015        | Gediminas Grinius  | Núria Picas          |
| Marathon des Sables          | Maroc                  | 3 au 13 avril 2015      | Rachid El Morabity | Elisabet Barnes      |
| 100 Australia                | Australie              | 15 au 17 mai 2015       | Dylan Bowman       | Dong Li              |
| Lavaredo Ultra Trail         | Italie                 | 26 et 27 juin 2015      | Didrik Hermansen   | Caroline Chaverot    |
| Western States Endurance Run | États-Unis             | 27 et 28 juin 2015      | Rob Krar           | Magdalena Boulet     |
| Eiger Ultra Trail            | Suisse                 | 18 et 19 juillet 2015   | Urs Jenzer         | Caroline Chaverot    |
| Ultra-Trail du Mont-Blanc    | France, Italie, Suisse | 24 au 30 août 2015      | Xavier Thévenard   | Nathalie Mauclair    |
| Ultra-Trail Mt.Fuji          | Japon                  | 25 au 27 septembre 2015 | Gediminas Grinius  | Uxue Fraile Azpeitia |
| Grand Raid                   | France                 | 22 au 25 octobre 2015   | Antoine Guillon    | Núria Picas          |

## Résultats

### Hong Kong 100
| Hommes | Hommes          | Hommes           | Hommes |  | Femmes | Femmes       | Femmes           | Femmes |
| Rang   | Athlète         | Temps            | Points |  | Rang   | Athlète      | Temps            | Points |
| ------ | --------------- | ---------------- | ------ |  | ------ | ------------ | ---------------- | ------ |
| 1      | Long-Fei Yan    | 9 h 52 min 42 s  | 170    |  | 1      | Pui-Yan Chow | 12 h 24 min 56 s | 170    |
| 2      | Sondre Amdahl   | 9 h 59 min 46 s  | 159    |  | 2      | Dong Li      | 12 h 39 min 54 s | 158    |
| 3      | Antoine Guillon | 10 h 30 min 02 s | 146    |  | 3      | Lisa Borzani | 12 h 50 min 38 s | 149    |

### Tarawera Ultramarathon
| Hommes | Hommes          | Hommes          | Hommes |  | Femmes | Femmes               | Femmes          | Femmes |
| Rang   | Athlète         | Temps           | Points |  | Rang   | Athlète              | Temps           | Points |
| ------ | --------------- | --------------- | ------ |  | ------ | -------------------- | --------------- | ------ |
| 1      | Dylan Bowman    | 7 h 44 min 58 s | 170    |  | 1      | Ruby Muir            | 9 h 02 min 45 s | 170    |
| 2      | Jorge Maravilla | 8 h 01 min 45 s | 157    |  | 2      | Ruth Charlotte Croft | 9 h 14 min 36 s | 158    |
| 3      | Yoshikazu Hara  | 8 h 12 min 14 s | 146    |  | 3      | Nuria Picas-Albets   | 9 h 40 min 49 s | 145    |

### Transgrancanaria
| Hommes | Hommes            | Hommes           | Hommes |  | Femmes | Femmes             | Femmes           | Femmes |
| Rang   | Athlète           | Temps            | Points |  | Rang   | Athlète            | Temps            | Points |
| ------ | ----------------- | ---------------- | ------ |  | ------ | ------------------ | ---------------- | ------ |
| 1      | Gediminas Grinius | 14 h 23 min 37 s | 250    |  | 1      | Nuria Picas-Albets | 16 h 53 min 27 s | 250    |
| 2      | Didrik Hermansen  | 14 h 30 min 07 s | 239    |  | 2      | Caroline Chaverot  | 17 h 16 min 48 s | 237    |
| 3      | Antoine Guillon   | 14 h 39 min 35 s | 229    |  | 3      | Dong Li            | 18 h 15 min 55 s | 221    |

### Marathon des Sables
| Hommes | Hommes                | Hommes           | Hommes |  | Femmes | Femmes            | Femmes           | Femmes |
| Rang   | Athlète               | Temps            | Points |  | Rang   | Athlète           | Temps            | Points |
| ------ | --------------------- | ---------------- | ------ |  | ------ | ----------------- | ---------------- | ------ |
| 1      | Rachid El Morabity    | 20 h 21 min 39 s | 220    |  | 1      | Elisabet Barnes   | 26 h 42 min 13 s | 220    |
| 2      | Abdelkader El Mouaziz | 20 h 35 min 23 s | 208    |  | 2      | Anna-Marie Watson | 29 h 40 min 19 s | 195    |
| 3      | Aziz El Akad          | 21 h 06 min 57 s | 197    |  | 3      | Natalia Sedykh    | 29 h 54 min 39 s | 186    |

### 100 Australia
| Hommes | Hommes       | Hommes          | Hommes |  | Femmes | Femmes           | Femmes           | Femmes |
| Rang   | Athlète      | Temps           | Points |  | Rang   | Athlète          | Temps            | Points |
| ------ | ------------ | --------------- | ------ |  | ------ | ---------------- | ---------------- | ------ |
| 1      | Dylan Bowman | 8 h 50 min 13 s | 235    |  | 1      | Dong Li          | 11 h 05 min 22 s | 220    |
| 2      | Scott Hawker | 8 h 56 min 19 s | 223    |  | 2      | Amy Sproston     | 11 h 27 min 50 s | 205    |
| 3      | Yun Yan-Qiao | 9 h 01 min 29 s | 214    |  | 3      | Shona Stephenson | 11 h 47 min 02 s | 193    |

### Lavaredo Ultra Trail
| Hommes | Hommes           | Hommes           | Hommes |  | Femmes | Femmes            | Femmes           | Femmes |
| Rang   | Athlète          | Temps            | Points |  | Rang   | Athlète           | Temps            | Points |
| ------ | ---------------- | ---------------- | ------ |  | ------ | ----------------- | ---------------- | ------ |
| 1      | Didrik Hermansen | 12 h 34 min 29 s | 185    |  | 1      | Caroline Chaverot | 13 h 40 min 34 s | 170    |
| 2      | Erik Clavery     | 13 h 01 min 07 s | 172    |  | 2      | Nathalie Mauclair | 14 h 25 min 02 s | 155    |
| 3      | Yeray Duran      | 13 h 04 min 16 s | 163    |  | 3      | Fernanda Maciel   | 15 h 18 min 34 s | 141    |

### Western States Endurance Run
| Hommes | Hommes       | Hommes           | Hommes |  | Femmes | Femmes           | Femmes           | Femmes |
| Rang   | Athlète      | Temps            | Points |  | Rang   | Athlète          | Temps            | Points |
| ------ | ------------ | ---------------- | ------ |  | ------ | ---------------- | ---------------- | ------ |
| 1      | Rob Krar     | 14 h 48 min 59 s | 200    |  | 1      | Magdalena Boulet | 19 h 05 min 21 s | 200    |
| 2      | Seth Swanson | 15 h 17 min 28 s | 187    |  | 2      | Kaci Lickteig    | 19 h 20 min 31 s | 189    |
| 3      | Jared Hazen  | 15 h 37 min 55 s | 177    |  | 3      | Stephanie Howe   | 19 h 32 min 58 s | 180    |

### Eiger Ultra Trail
| Hommes | Hommes        | Hommes           | Hommes |  | Femmes | Femmes            | Femmes           | Femmes |
| Rang   | Athlète       | Temps            | Points |  | Rang   | Athlète           | Temps            | Points |
| ------ | ------------- | ---------------- | ------ |  | ------ | ----------------- | ---------------- | ------ |
| 1      | Urs Jenzer    | 11 h 44 min 30 s | 170    |  | 1      | Caroline Chaverot | 12 h 45 min 41 s | 170    |
| 2      | Jason Schlarb | 11 h 50 min 58 s | 159    |  | 2      | Andrea Huser      | 12 h 52 min 43 s | 159    |
| 3      | David Quelhas | 12 h 27 min 36 s | 146    |  | 3      | Francesca Canepa  | 13 h 13 min 47 s | 148    |

### Ultra-Trail du Mont-Blanc
| Hommes | Hommes                | Hommes           | Hommes |  | Femmes | Femmes               | Femmes           | Femmes |
| Rang   | Athlète               | Temps            | Points |  | Rang   | Athlète              | Temps            | Points |
| ------ | --------------------- | ---------------- | ------ |  | ------ | -------------------- | ---------------- | ------ |
| 1      | Xavier Thévenard      | 21 h 09 min 15 s | 250    |  | 1      | Nathalie Mauclair    | 25 h 15 min 33 s | 250    |
| 2      | Luis Alberto Hernando | 21 h 57 min 17 s | 235    |  | 2      | Uxue Fraile Azpeitia | 26 h 29 min 35 s | 233    |
| 3      | David Laney           | 21 h 59 min 42 s | 226    |  | 3      | Denise Zimmermann    | 27 h 33 min 51 s | 219    |

### Ultra-Trail Mt.Fuji
| Hommes | Hommes            | Hommes           | Hommes |  | Femmes | Femmes                         | Femmes           | Femmes |
| Rang   | Athlète           | Temps            | Points |  | Rang   | Athlète                        | Temps            | Points |
| ------ | ----------------- | ---------------- | ------ |  | ------ | ------------------------------ | ---------------- | ------ |
| 1      | Gediminas Grinius | 20 h 40 min 58 s | 185    |  | 1      | Uxue Fraile Azpeitia           | 25 h 34 min 02 s | 170    |
| 2      | Arnaud Lejeune    | 21 h 54 min 51 s | 169    |  | 2      | Aliza Lapierre Fernanda Maciel | 26 h 44 min 25 s | 156    |
| 3      | Jeff Browning     | 22 h 01 min 01 s | 161    |  | 3      | –                              | –                | –      |

### Grand Raid
| Hommes | Hommes          | Hommes           | Hommes |  | Femmes | Femmes         | Femmes           | Femmes |
| Rang   | Athlète         | Temps            | Points |  | Rang   | Athlète        | Temps            | Points |
| ------ | --------------- | ---------------- | ------ |  | ------ | -------------- | ---------------- | ------ |
| 1      | Antoine Guillon | 24 h 17 min 40 s | 250    |  | 1      | Núria Picas    | 28 h 11 min 14 s | 220    |
| 2      | Sébastien Camus | 24 h 41 min 50 s | 238    |  | 2      | Émilie Lecomte | 28 h 12 min 32 s | 210    |
| 3      | Freddy Thévenin | 25 h 17 min 48 s | 226    |  | 3      | Andrea Huser   | 28 h 38 min 53 s | 200    |

## Classements finaux

### Hommes
| Rang | Athlète               | Pays      | Team/Club                 | Points |
| ---- | --------------------- | --------- | ------------------------- | ------ |
| 1    | Antoine Guillon       | France    | WAA Team                  | 625    |
| 2    | Gediminas Grinius     | Lituanie  | Inov-8                    | 604    |
| 3    | Freddy Thévenin       | France    | Prudence Créole           | 534    |
| 4    | Sondre Amdahl         | Norvège   | Gore Running Wear         | 527    |
| 5    | Cyril Cointre         | France    | WAA Team                  | 505    |
| 5    | Jordi Gamito-Baus     | Espagne   | Hoka Team                 | 505    |
| 7    | Sangé Sherpa          | Népal     |                           | 450    |
| 8    | Christophe Le Saux    | France    | WAA Team                  | 437    |
| 9    | Didrik Hermansen      | Norvège   | Asics Norway              | 424    |
| 10   | Stone-Siu Keung Tsang | Hong Kong | Champion System Adventure | 418    |

### Femmes
| Rang | Athlète                  | Pays       | Team/Club                | Points |
| ---- | ------------------------ | ---------- | ------------------------ | ------ |
| 1    | Núria Picas              | Espagne    | Buff Pro Team            | 615    |
| 2    | Dong Li                  | Chine      | Salomon China            | 599    |
| 3    | Nathalie Mauclair        | France     | Mizuno                   | 592    |
| 4    | Caroline Chaverot        | France     | Hoka One One             | 577    |
| 5    | Andrea Huser             | Suisse     | Mountainshop Grindelwald | 570    |
| 6    | Uxue Fraile Azpeitia     | Espagne    | Vibram                   | 542    |
| 7    | Aliza Lapierre           | États-Unis | Salomon                  | 504    |
| 8    | Manuela Vilaseca         | Brésil     | The North Face           | 491    |
| 9    | Denise Zimmermann        | Suisse     | Salomon-Suunto           | 485    |
| 10   | Silvia Trigueros Garrote | Espagne    | Team Race Land           | 373    |